# Silene uhdeana
Silene uhdeana är en nejlikväxtart som beskrevs av Paul Rohrbach. 
Silene uhdeana ingår i släktet glimmar och familjen nejlikväxter. Inga underarter finns listade i Catalogue of Life.